# Иваненко, Григорий Васильевич
Григорий Васильевич Иваненко (укр. Григорій Васильович Іваненко); 9 ноября 1893, с. Долгое, (теперь Дрогобычского района, Львовской области Украина — 14 сентября 1938, Харьков) — участник коммунистического движения на Западной Украине, один из руководителей КПЗУ.

## Биография
Из крестьян. Образование получил в бурсе, затем в гимназии г. Дрогобыча . Участник национального молодежного движениях, за что подвергался преследованиям со стороны властей.
В 1915 году Г. Иваненко, будучи солдатом австрийской армии, попал в русский плен. С 1915 до 1918 гг. находился в Омске. Под влиянием большевистской агитации в 1919 году стал членом РКП(б).
Участвовал в гражданской войне в Сибири. В 1920 был направлен политработником в подразделения Красной Украинской Галицкой Армии.
В 1920 Г. Иваненко был направлен на подпольную партийную работу в Польшу. Действовал под партийным псевдонимом Бараба на территории Западной Украины. Организатор забастовки нефтяников Борислава в 1921. С 1921 — член ЦК Коммунистической партии Восточной Галичины.
В 1923 Г. Иваненко создал подпольную организации КПЗУ в Западной Волыни. В 1923—1925 — секретарь окружкомов КПЗУ в Станиславе, Коломые, на Волыни, в Дрогобыче.
В 1928 — 1933 годах Г. Иваненко — секретарь ЦК КПЗУ и кандидат в члены Политбюро ЦК КПЗУ, 1930 — 1933 — кандидат в члены ЦК Коммунистической партии Польши. Избирался делегатом 3 и 4-го конгрессов Коминтерна. Преследовался польскими властями — 5 лет провел в тюрьмах.
В 1933 Г. Иваненко вместе с другими руководителями КПЗУ был отозван в УССР и, вследствие расхождений с политикой ВКП(б) и КП (б) Украины, приговорен к 10 годам заключения за «принадлежность к Украинской Военной Организации». Умер в Харькове в заключении в 1938 году.
Является автором нескольких брошюр и статей по проблемам коммунистического движения на Западной Украине.